# ハワイ州会議事堂
ハワイ州会議事堂（ハワイしゅうかいぎじどう、英語: Hawaii State Capitol）はアメリカ合衆国ハワイ州ホノルルにあるハワイ州議会の会議場である。

## 概要
ハワイ州会議事堂はアメリカ合衆国ハワイ州ホノルルのハワイ州都歴史地区にあるハワイ州議会の会議場である。ハワイ州議会は伝統的にイオラニ宮殿で開催されていたが、1969年にこの宮殿の北側（山側）の新しい議事堂建設完了を待ってそこへ移った。
建物は吹き抜けの中庭があり、ハワイ州に多い火山のイメージである。設計はBelt, Lemon and Lo設計事務所とJohn Carl Warnecke設計事務所の共同設計である。ハワイ式国際建築様式（Hawaiian international architecture）であるといわれている。

## 主な施設
ハワイ州会議事堂内には次の施設がある。
5F ハワイ州知事執務室、副知事執務室

4F 下院議員室、上下院議長室

3F 下院議員室

2F 上院議員室

1F 入口と傍聴席

B1 ハワイ州議会上院・下院会議場

建物の南側（海側）にはリリウオカラニ女王の像、北側（山側）にはダミアン神父の像がある。
英語名称（Capitol）は議事堂であるが、ハワイ州知事執務室、副知事執務室もあるため、日本語ではしばしば「ハワイ州政府ビル」と紹介されている。

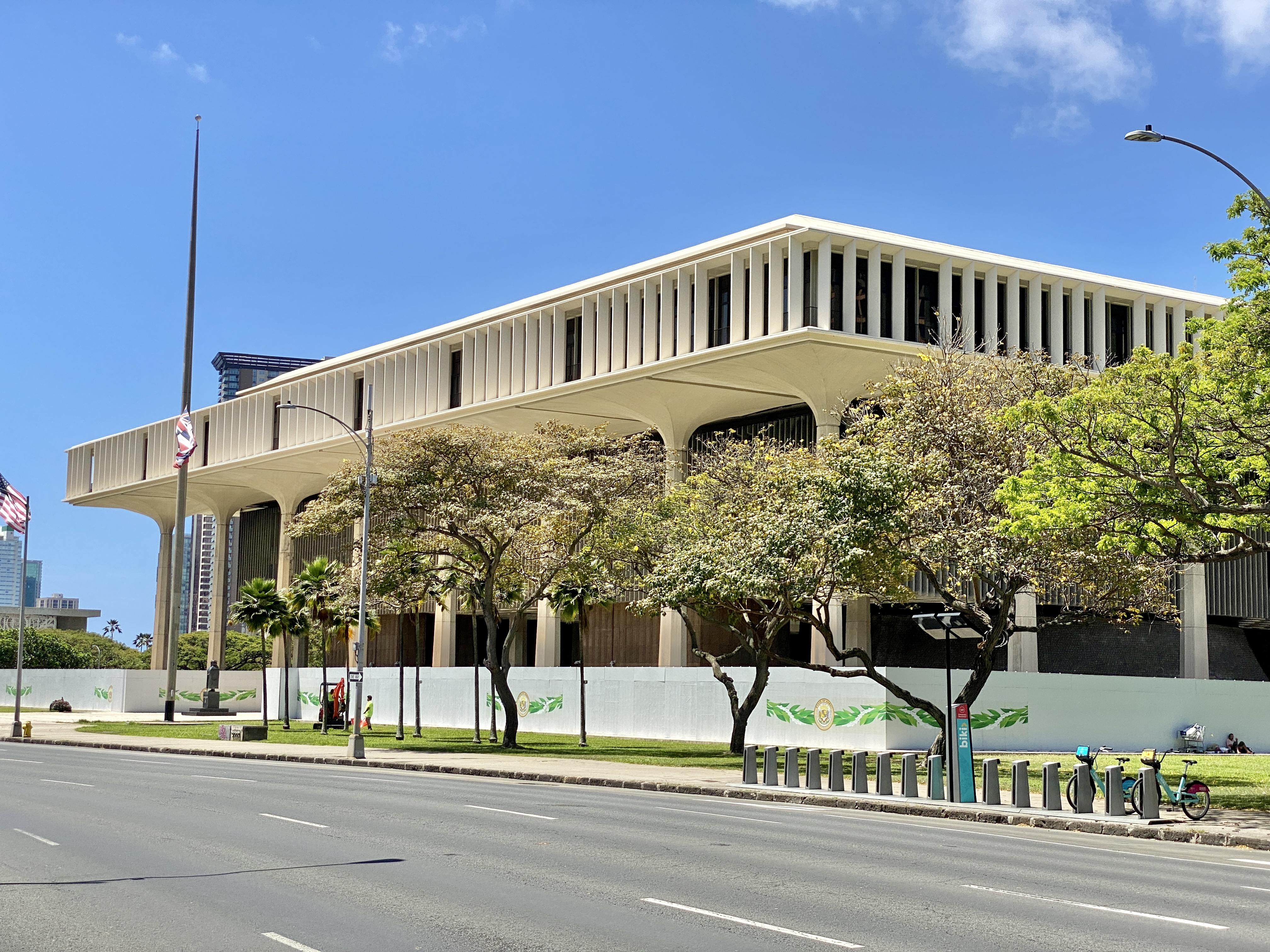
ベレタニアストリートにあるハワイ州議事堂
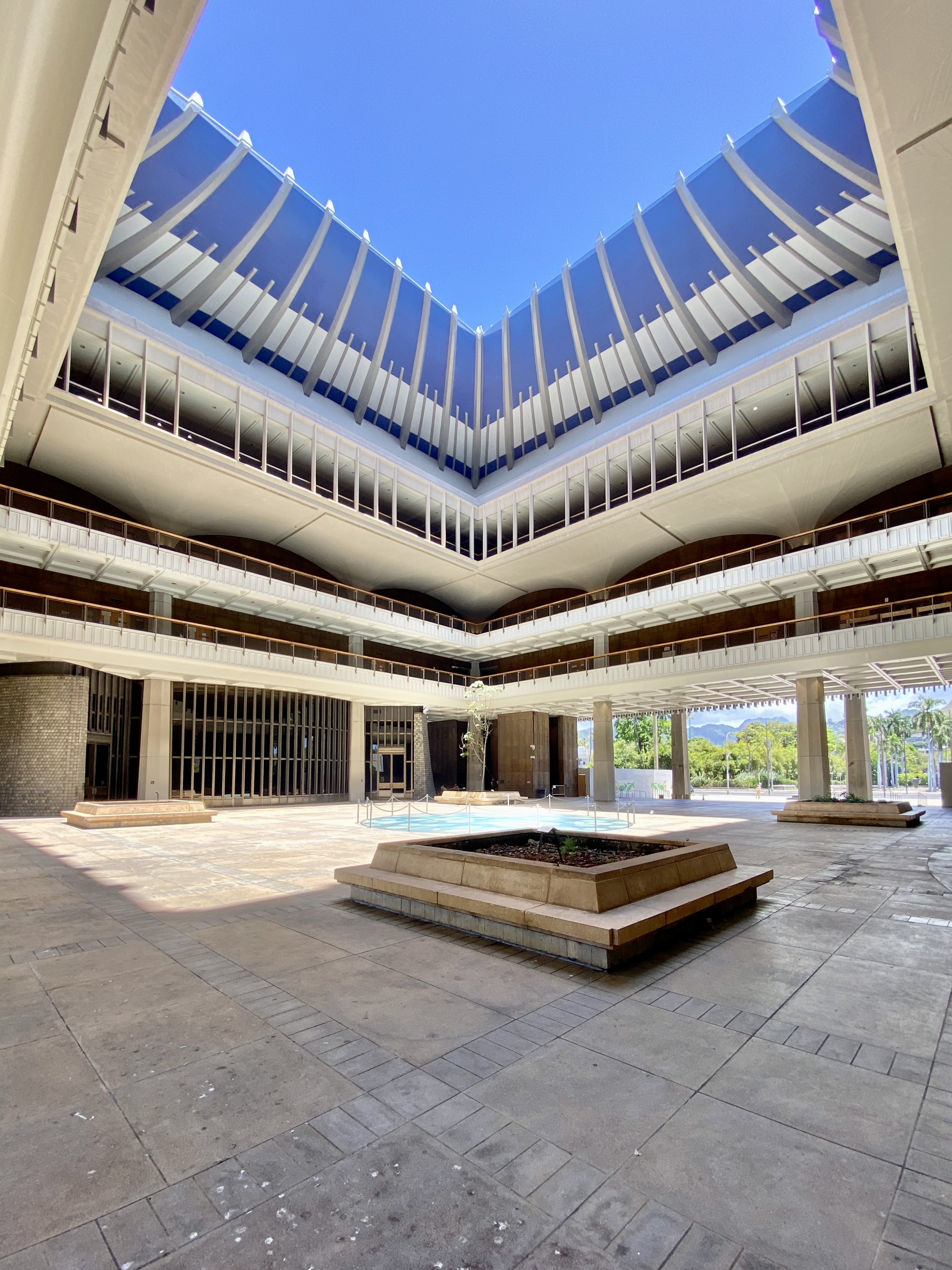
中央アトリウム
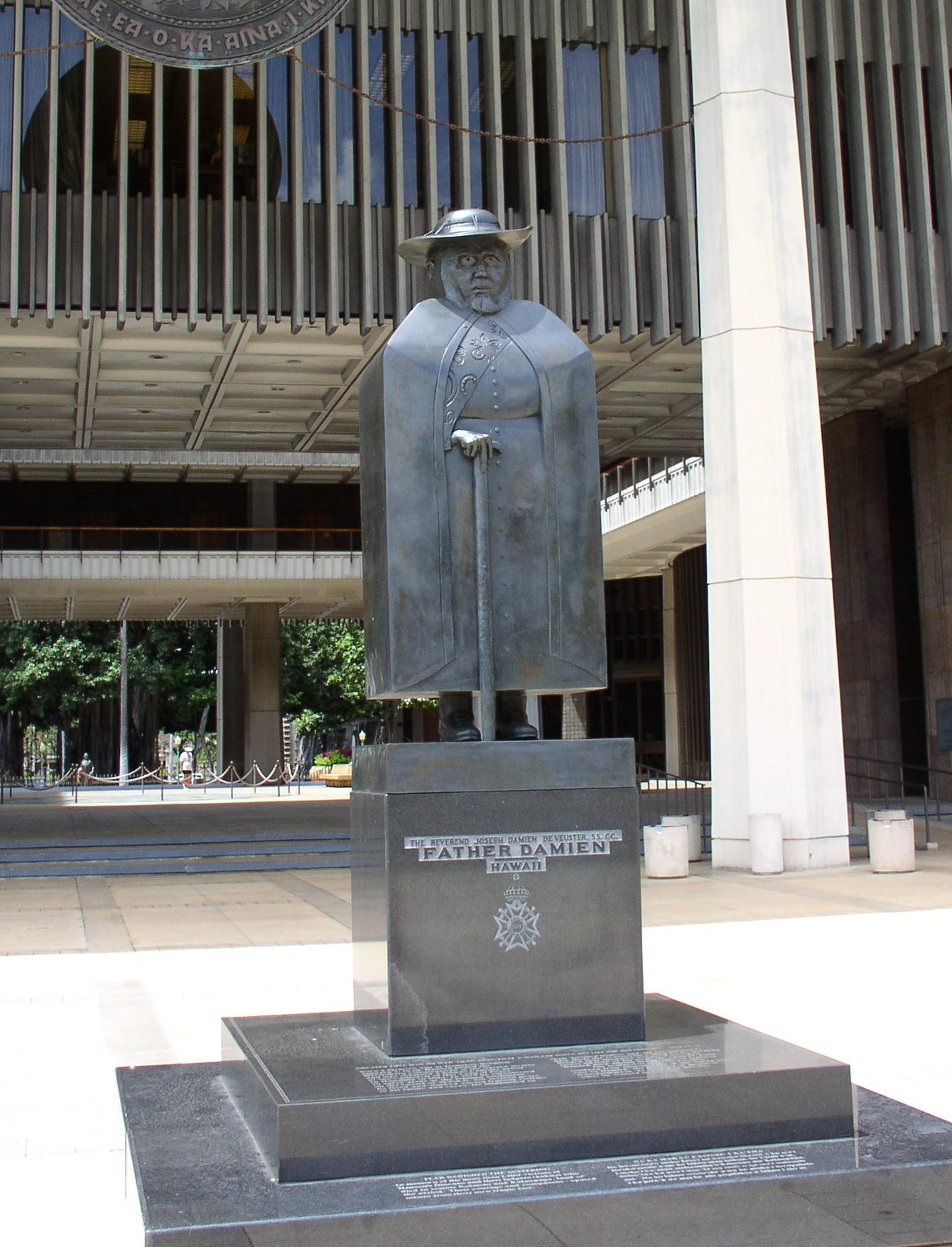
北側（山側）にあるダミアン神父の銅像
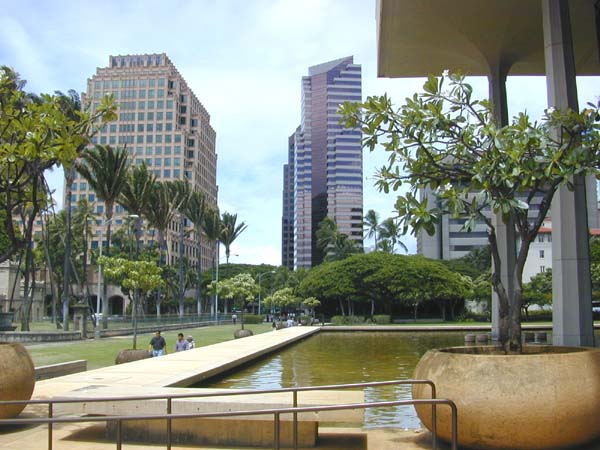
リフレクションプール
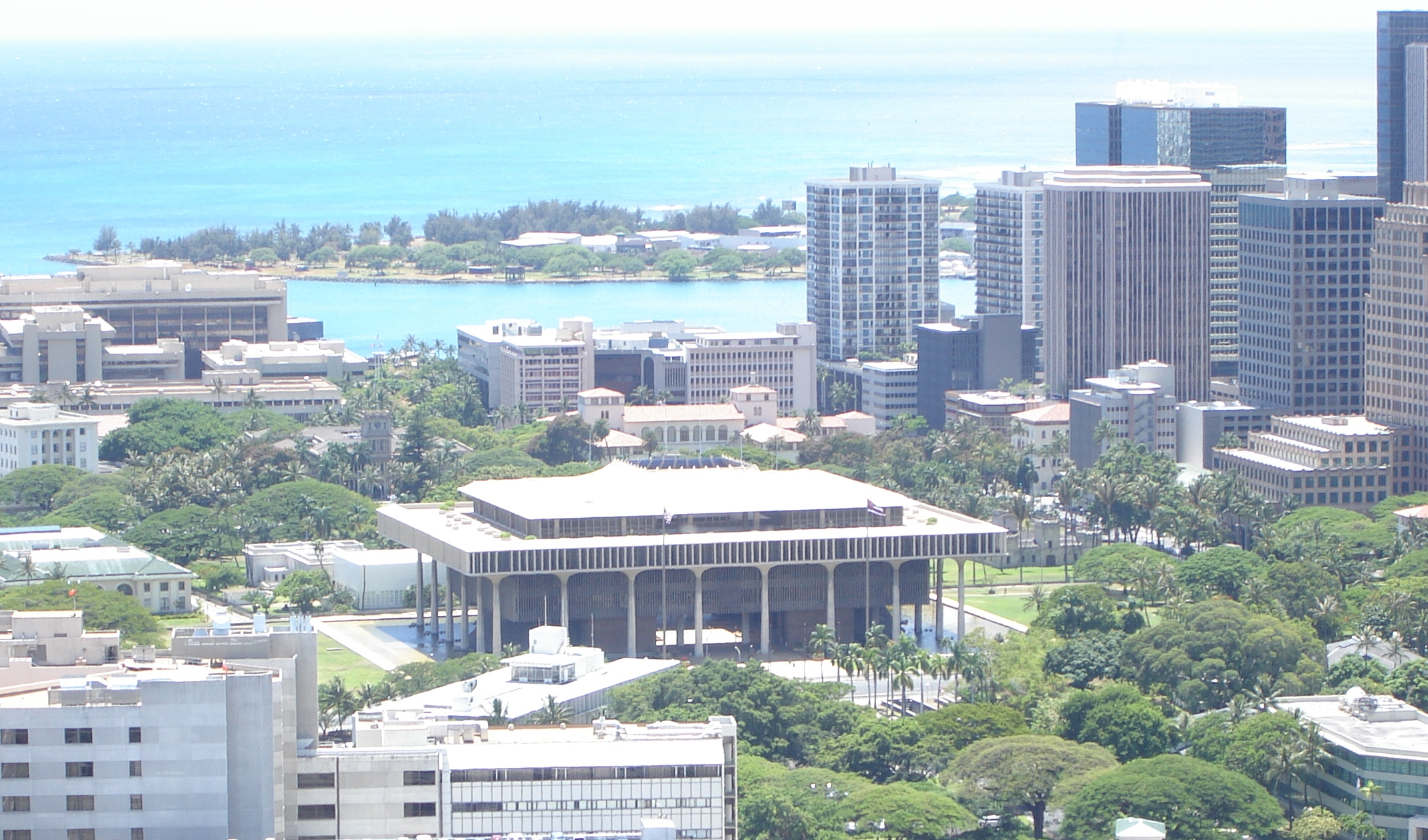
パンチボウルクレーターの縁から撮影されたハワイ州議事堂